# Joey Fatone
Joseph Anthony Fatone, Jr. (Brooklyn, Nueva York; 28 de enero de 1977) es un actor y cantante estadounidense. Es conocido por haber formado parte del exitoso grupo pop NSYNC desde 1995 hasta su separación en el 2002.
A los 13 años, su familia se mudó a Orlando (Florida). Durante su adolescencia fue conocido en la escuela secundaria, como un barítono alegre, quien en la carrera por cumplir el sueño de ser un artista famoso integró, en un principio, un grupo a capela llamado "Los Grandes Chicos", con tres amigos de la infancia, uno de ellos el cantante puertorriqueño Luis Fonsi. Este grupo musical duró muy poco y su mayor logro fue cantar Miss Florida en la serie televisión para adolescentes “Talk”.
Tras graduarse en la Dr. Phillips High School, Fatone comenzó a trabajar en Universal Studios de Florida interpretando al hombre lobo en la atracción el "Cementerio de Beetlejuice Revue". En este parque temático compartió trabajo con Chris Kirkpatrick, con quien entabló una gran amistad, más tarde, en 1995 ambos se unen a JC Chasez, Justin Timberlake y Lance Bass, con el propósito de formar el grupo musical NSYNC, el cual hizo su debut homónimo en 1997 y se convirtió en una de las boy´s bands con mayor éxito de su tiempo.
Después de la separación de N`SYNC en el 2002, Joey Fatone ha aparecido en la gran pantalla en películas como My Big Fat Greek Wedding (2002) y la aclamada The Cooler (2003).
El 5 de agosto de 2002 el telón subió para presenciar el debut de Fatone en la obra musical  Rent, donde la estrella del pop interpretó a Mark Cohen, el director de documentales que actúa como narrador y conciencia moral de un grupo de artistas de la ciudad de Nueva York. El indiscutible éxito de Joey en las tablas le dio la oportunidad de extender sus cuerdas vocales con aplomo en la nueva puesta en escena del musical La tienda de los horrores (Little Shop of Horrors).
Para 2007 adquirió una nueva generación de fanes al obtener el segundo lugar en la 4ª temporada del concurso de bailes del canal ABC, Bailando con las estrellas. Su éxito en la pista de baile llevó a la NBC a contratar al cantante como el presentador para su programa de karaoke Singing Bee.
Joey ha demostrado ser un artista multifacético, al hacer apariciones como presentador de la alfombra roja para el canal de TV GUIDE junto a Lisa Rinna. Actualmente conduce Impractical Jokers: After Party, programa satélite de Impractical Jokers donde, junto con los protagonistas, analiza el último episodio emitido y presenta material extra. 
Durante toda su carrera ha mantenido una vida personal estable, se casó en el año 2004 con su novia de secundaria, Kelly Baldwin, con la que actualmente tiene 2 hijos.